# Ciudad Real (provins)
Ciudad Real er en provins beliggende centralt i Spanien, i den sydvestlige del af  den autonome region Castilien-La Mancha. Den grænser til provinserne Cuenca, Albacete, Jaén, Córdoba, Badajoz og Toledo. Provinshovedstaden er Ciudad Real.
Provinsen har omkring en halv million indbyggere, og dækker et område på 19.813 km². Den er dermed blandt de større provinser i landet. 
Tablas de Daimiel Nationalpark ligger i Ciudad Real, mens Cabañeros Nationalpark ligger i både denne provins og provinsen Toledo.